# 小南门 (上海)
朝阳门，又稱小南门，是上海明、清時代的一座城門，位于东南侧。

## 位置
朝阳门位于今上海市黄浦区的中华路、董家渡路、黄家路路口一带，较之大南门俗称小南门。

## 历史
明代嘉靖三十二年，为防备倭寇入侵而修筑上海城墙，朝阳门为当时开辟的6座城门之一。在其北侧的中华路、乔家路路口设有水门一座，原为薛家浜故道，筑城时被切断。万历二十六年（1598年），新筑水门，使薛家浜复通。
朝阳门门外董家渡一带通黄浦江码头，历来为上海老城的繁盛之地。附近建有小南门警钟楼。

### 拆除
1912年（民国元年），上海拆除城墙，朝阳门被拆除。护城河被填筑，改为中华路，通行有轨电车。此后小南门继续作为地名和电车站名存在。
今黄浦区小南门中华路王家码头路路口，设有上海轨道交通9号线二期的小南门站，于2009年12月31日启用。

## 衍生的地名
小南门後來也成為黃浦區的一個地名，范围东至董家渡路府谷街，南至中华路糖坊弄，西至黄家路永泰街，北至中华路乔家路。